# Empire Automobile Company

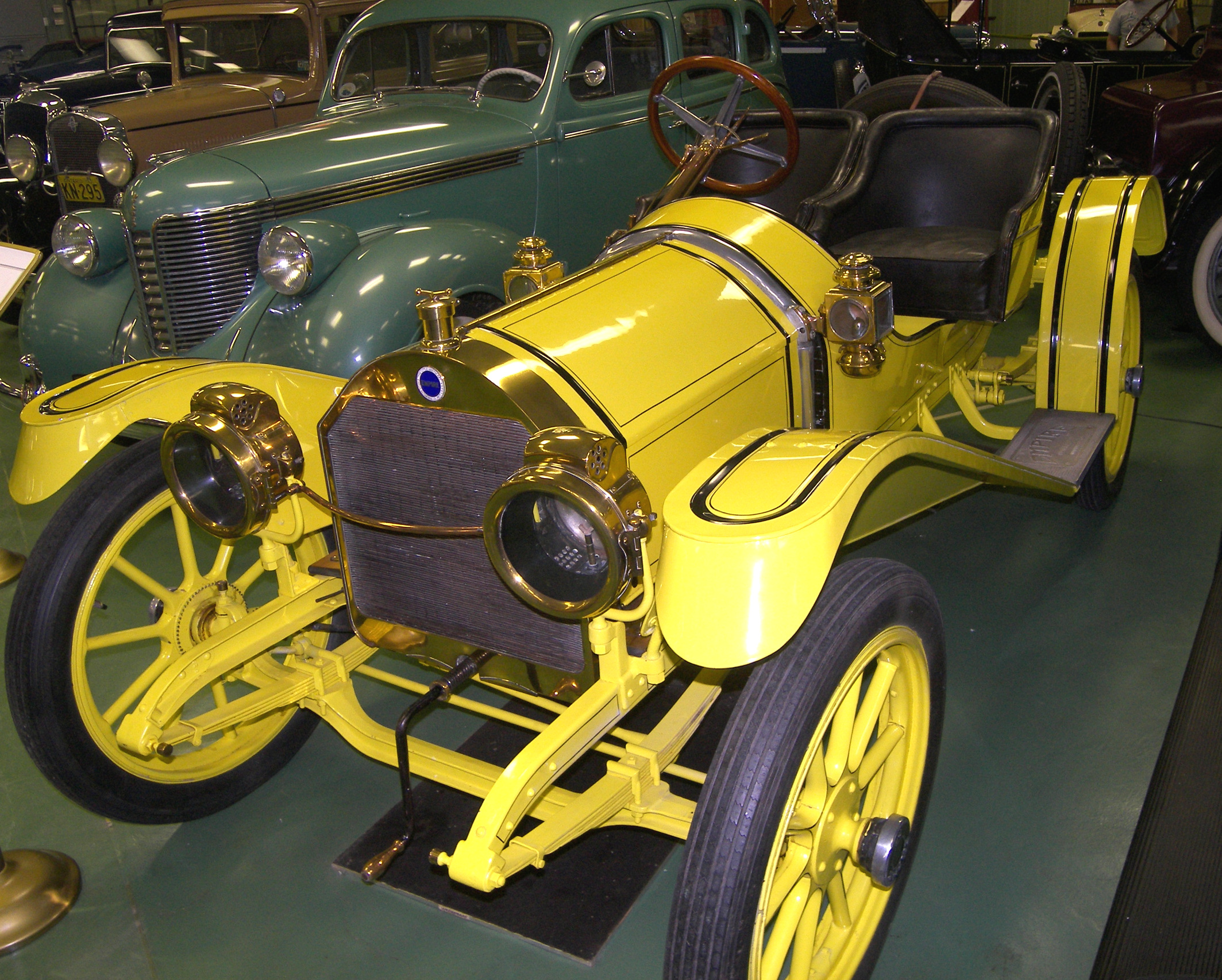
Empire von 1910

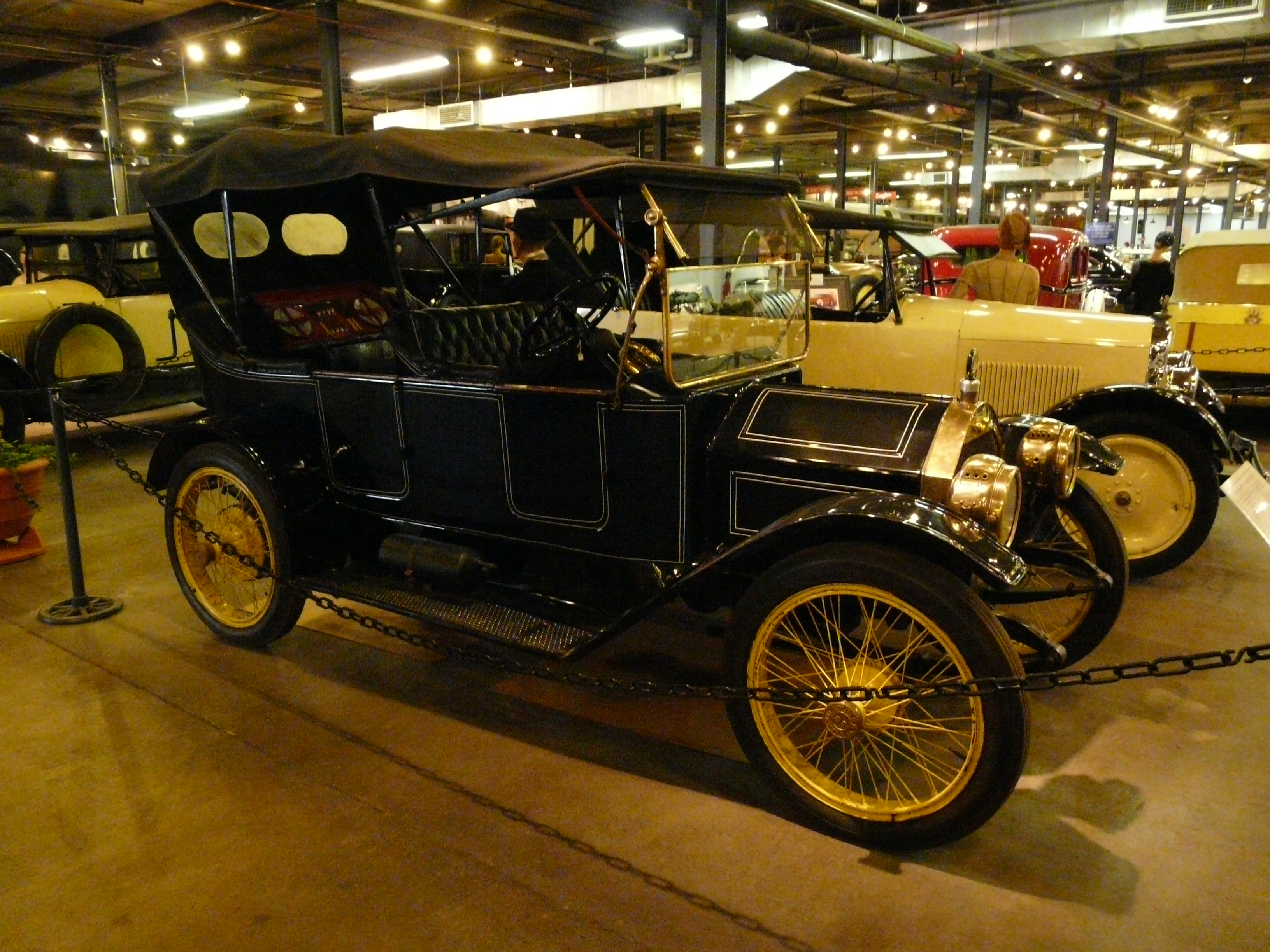
Empire als Tourenwagen

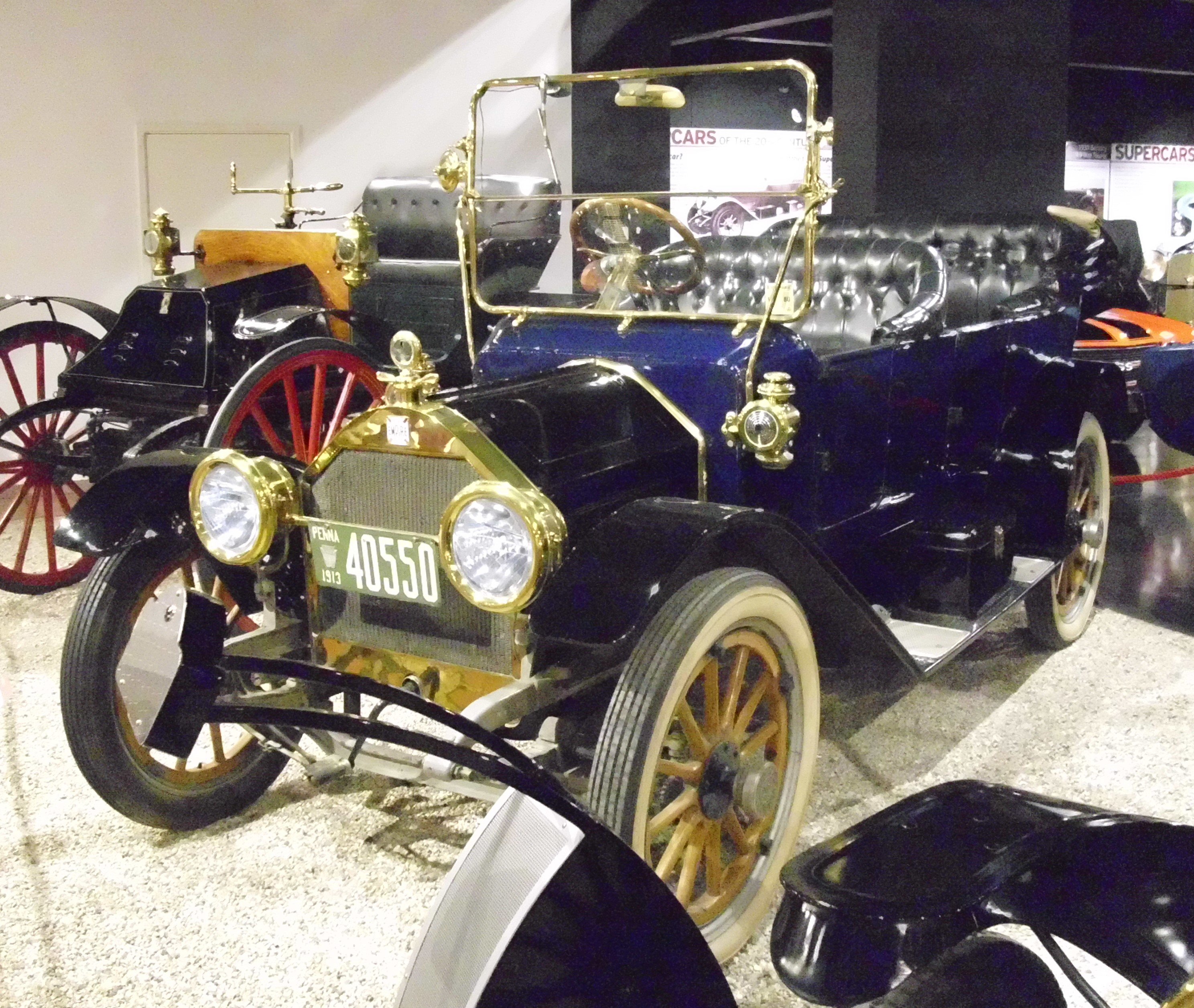
Empire Model 31 von 1913 in einem britischen Automuseum

Empire Automobile Company, vorher Empire Motor Car Company, war ein US-amerikanischer Hersteller von Automobilen.

## Unternehmensgeschichte
Vier bekannte Personen gründeten 1909 die Empire Motor Car Company. Dies waren Arthur Newby, Präsident der National Motor Vehicle Company, Carl Graham Fisher, Gründer von Prest-O-Lite, James Ashbury Allison von der späteren Allison Engine Company und Robert Hassler, Ingenieur bei National.
Der Sitz war zunächst in Indianapolis in Indiana. Sie begannen Ende 1909 mit der Produktion von Automobilen. Der Markenname lautete Empire.
Gleichzeitig waren Newby, Fisher und Allison zusammen mit Frank H. Wheeler von Wheeler-Schebler damit beschäftigt, den Indianapolis Motor Speedway zu errichten und zu vermarkten, sodass die Fahrzeugproduktion vernachlässigt wurde. Nach der Pflasterung der Rennstrecke mit Ziegelsteinen im Dezember 1909 war der erste Empire das erste Fahrzeug, das die neue Strecke befuhr. Anfang 1911 war Harry C. Stutz kurzzeitig als Ingenieur für das Unternehmen tätig und überarbeitete die Fahrzeuge.
Ende 1911 wurde das Unternehmen an eine andere Gruppe von Geschäftsleuten aus Indianapolis verkauft, allerdings ohne Fabrikationshallen. Es folgte die Umfirmierung in Empire Automobile Company. Die Suche nach einem neuen Werk führte nach Greenville in Pennsylvania. Die dortige Greenville Metal Products Company fertigte ab 1912 die Fahrzeuge. Der Markenname Empire wurde für ein Modell beibehalten. Ein anderes Modell des Jahres 1912 wurde dagegen nach Frank Fay, dem damaligen Präsidenten von Greenville, benannt und als Fay vermarktet. Dazu montierte Greenville nur vorhandene Teile.
1914 übernahm Empire die Connersville Wheel Company aus Connersville in Indiana und setzte dort die Produktion fort.
1915 wurde die Produktion in das ehemalige Werk der Federal Motors in Indianapolis verlagert. 1919 endete die Produktion.
Insgesamt entstanden 4834 Fahrzeuge.
Es gab keine Verbindung zu Sterling Automobile & Engine Company und William T. Terwilliger & Company, die ebenfalls Fahrzeuge als Empire vermarkteten.

## Fahrzeuge

### Markenname Empire
1910 gab es den Twenty. Ein Vierzylindermotor mit 20 PS Leistung trieb über eine Kette die Hinterachse an. Das Fahrgestell hatte 244 cm Radstand. Zur Wahl standen Model A als Roadster und Model B als Speedster, beide zweisitzig.
1911 wurde daraus das Model C als Roadster. Neu war der Kardanantrieb, den Stutz entwickelt hatte.
1912 erschien das Model 25. Der Vierzylindermotor mit 25 PS Leistung kam von Teetor-Hartley. Der Radstand war auf 264 cm verlängert worden. Genannt sind ein Semi-Torpedo Roadster mit zwei Sitzen und ein Tourenwagen mit fünf Sitzen.
1913 entfiel der Roadster beim Model 25. Dafür ergänzte das Model 31 das Sortiment. Seine Motorleistung war mit 23 PS angegeben. Der Radstand betrug 274 cm. Die Karosserieform war ebenfalls ein fünfsitziger Tourenwagen.
1914 gab es nur noch das Model 31. Der Radstand war auf 277 cm verlängert worden.
1915 bestand das Sortiment aus Model 31 und Model 31-40, wobei der letztgenannte etwas teurer war. Die Motorleistung von 23 PS, der Radstand von 279 cm und die Aufbauten als fünfsitziger Tourenwagen und zweisitziger Roadster waren gleich.
1916 gab es größere Änderungen. Model 33 mit 284 cm Radstand und Model 45 mit 295 cm Radstand lösten die bisherigen Modelle ab. Die Motorleistung war auf 24 PS gesteigert worden. Zur Wahl standen Tourenwagen und Touren-Limousine, jeweils mit fünf Sitzen. Das Model 60 mit einem Sechszylindermotor von der Continental Motors Company ergänzte das Angebot. Er war mit 25 PS angegeben. Der Radstand von 305 cm ermöglichte einen siebensitzigen Tourenwagen.
1917 wurde das Sechszylindermodell zum Model 70 weiter entwickelt. Erhältlich waren nun Tourenwagen und Limousine, beide mit sieben Sitzen.
1918 stand mit dem Model 50 wieder ein Vierzylindermodell im Angebot. 20 PS Motorleistung, 295 cm Radstand und Aufbauten als fünfsitziger Tourenwagen und zweisitziger Roadster waren seine Daten. Das Model 70 A entsprach technisch dem Vorjahresmodell. Tourenwagen mit fünf und mit sieben Sitzen sowie eine Limousine mit fünf Sitzen standen zur Wahl.
1919 wurde daraus das Model 72. Die fünfsitzigen Varianten entfielen.

### Markenname Fay
Das einzige Modell Twenty entsprach dem bisherigen Empire Twenty.

## Modellübersicht
| Jahr | Marke  | Modell         | Zylinder | Leistung (PS) | Radstand (cm) | Aufbau                                                |
| ---- | ------ | -------------- | -------- | ------------- | ------------- | ----------------------------------------------------- |
| 1910 | Empire | Twenty Model A | 4        | 20            | 244           | Roadster                                              |
| 1910 | Empire | Twenty Model B | 4        | 20            | 244           | Speedster                                             |
| 1911 | Empire | Twenty Model C | 4        | 20            | 244           | Roadster                                              |
| 1912 | Empire | Model 25       | 4        | 25            | 264           | Semi-Torpedo Roadster 2-sitzig, Tourenwagen 5-sitzig  |
| 1913 | Empire | Model 25       | 4        | 25            | 264           | Tourenwagen 5-sitzig                                  |
| 1913 | Empire | Model 31       | 4        | 23            | 274           | Tourenwagen 5-sitzig                                  |
| 1914 | Empire | Model 31       | 4        | 23            | 277           | Tourenwagen 5-sitzig                                  |
| 1915 | Empire | Model 31       | 4        | 23            | 279           | Tourenwagen 5-sitzig, Roadster 2-sitzig               |
| 1915 | Empire | Model 31-40    | 4        | 23            | 279           | Tourenwagen 5-sitzig, Roadster 2-sitzig               |
| 1916 | Empire | Model 33       | 4        | 24            | 284           | Tourenwagen 5-sitzig, Touren-Limousine 5-sitzig       |
| 1916 | Empire | Model 45       | 4        | 24            | 295           | Tourenwagen 5-sitzig, Touren-Limousine 5-sitzig       |
| 1916 | Empire | Model 60       | 6        | 25            | 305           | Tourenwagen 7-sitzig                                  |
| 1917 | Empire | Model 70       | 6        | 25            | 305           | Tourenwagen 7-sitzig, Limousine 7-sitzig              |
| 1918 | Empire | Model 50       | 4        | 20            | 295           | Tourenwagen 5-sitzig, Roadster 2-sitzig               |
| 1918 | Empire | Model 70 A     | 6        | 25            | 305           | Tourenwagen 5-sitzig und 7-sitzig, Limousine 5-sitzig |
| 1919 | Empire | Model 72       | 6        | 25            | 305           | Tourenwagen 7-sitzig                                  |
| 1912 | Fay    | Twenty         | 4        | 20            | 244           |                                                       |

## Produktionszahlen
| Jahr  | Produktionszahl |
| ----- | --------------- |
| 1910  | 289             |
| 1911  | 343             |
| 1912  | 353             |
| 1913  | 373             |
| 1914  | 461             |
| 1915  | 577             |
| 1916  | 693             |
| 1917  | 917             |
| 1918  | 637             |
| 1919  | 191             |
| Summe | 4834            |